# Улица Талалихина (Москва)
У́лица Талали́хина — улица в центре Москвы в Таганском и Нижегородском районах между площадью Абельмановская Застава и Волгоградским проспектом.

## История
С конца XIX века называлась Мясная-Бульварная улица по расположению близ городской бойни. В 1952 году переименована в честь лётчика-истребителя Героя Советского Союза Виктора Васильевича Талалихина (1918—1941), который одним из первых применил ночной таран, сбив на подступах к Москве вражеский бомбардировщик.

## Описание
Улица Талалихина начинается от площади Абельмановская Застава со стороны Абельмановской улицы и проходит на юго-восток. Слева к ней примыкают Большая и Малая Калитниковские улицы, Ведерников переулок и Сибирский проезд, справа — Брошевский переулок и Стройковская улица. Заканчивается на Волгоградском проспекте.
В 1920-х годах близ пересечения Мясной и Абельмановской улиц был построен комплекс из пяти конструктивистских домов для РЖСКТ (объединял рабочих предприятий «Серп и Молот», «Красный путь», фабрики имени Бухарина, завода имени Семашко); генеральный план участков был выполнен Г. Г. Вегманом. Первый из домов (дом № 2/1) — 1926 года постройки, остальные четыре г-образных корпуса были возведены позднее. В 1930-е—1940-е годы дома были настроены до шести-семи этажей, некоторые получили неоклассическое оформление в духе сталинской архитектуры (ордер, руст, скульптурные элементы); заказчиком реконструкции выступил желатиновый завод.

## Зоны отдыха
Между улицами Талалихина и Малой Калитниковской разбит сквер в честь летчика Виктора Талалихина. 4 декабря 2001 года здесь был открыт памятник герою, авторами которого стали скульптор А. В. Балашов и архитекторы И. Н. Воскресенский и И. А. Воскресенская. Помимо этого, в сквере находится фонтан и места для отдыха.
В 2019 году сквер был реконструирован в рамках столичной программы по благоустройству «Мой район». В частности, в ходе работ около памятника была установлена мемориальная стела и обновлен фонтан. Он стал сухого типа, а его основание выполнено в виде копии медали «Звезда Героя Советского Союза». Фонтан также украсила инсталляция макета одномоторного истребителя И-16 — аппарата, на котором летал Виктор Талалихин. В темное время суток фонтан подсвечивается.

## Здания и сооружения
По нечётной стороне:
- № 31 — детский сад № 1942;
- № 33 — Российский биотехнологический университет (до 2011 года — Московский государственный университет прикладной биотехнологии);
- № 39, строение 1 — Таганская межрайонная прокуратура ЦАО;
- № 41 — Микояновский мясокомбинат.

По чётной стороне:
- № 2/1 — жилой семиэтажный кирпичный дом, построен в 1926 году. Первый из пяти домов конструктивисткого жилого комплекса (проект инженера А. Циммермана)[1];
- № 20 — школа № 35, Таганского района (1935, архитектор Л.Н. Павлов). С августа 1936 года школа № 464
- № 24 — Храм Иерусалимской иконы Божией Матери за Покровской заставой;
- № 26 — Всероссийский научно-исследовательский институт мясной промышленности им. В. М. Горбатова (ВНИИМП); Экспериментальный завод консервно-колбасных и кулинарных изделий (ЭККЗ ВНИИМП);
- № 26А — Специализированная клиническая больница восстановительного лечения (ГАУЗ МНПЦ медицинской реабилитации восстановительной и спортивной медицины. Филиал № 2);
- № 28 — Дворец ледового спорта «Центральный» (открыт в 2004); бассейн «Атлант».

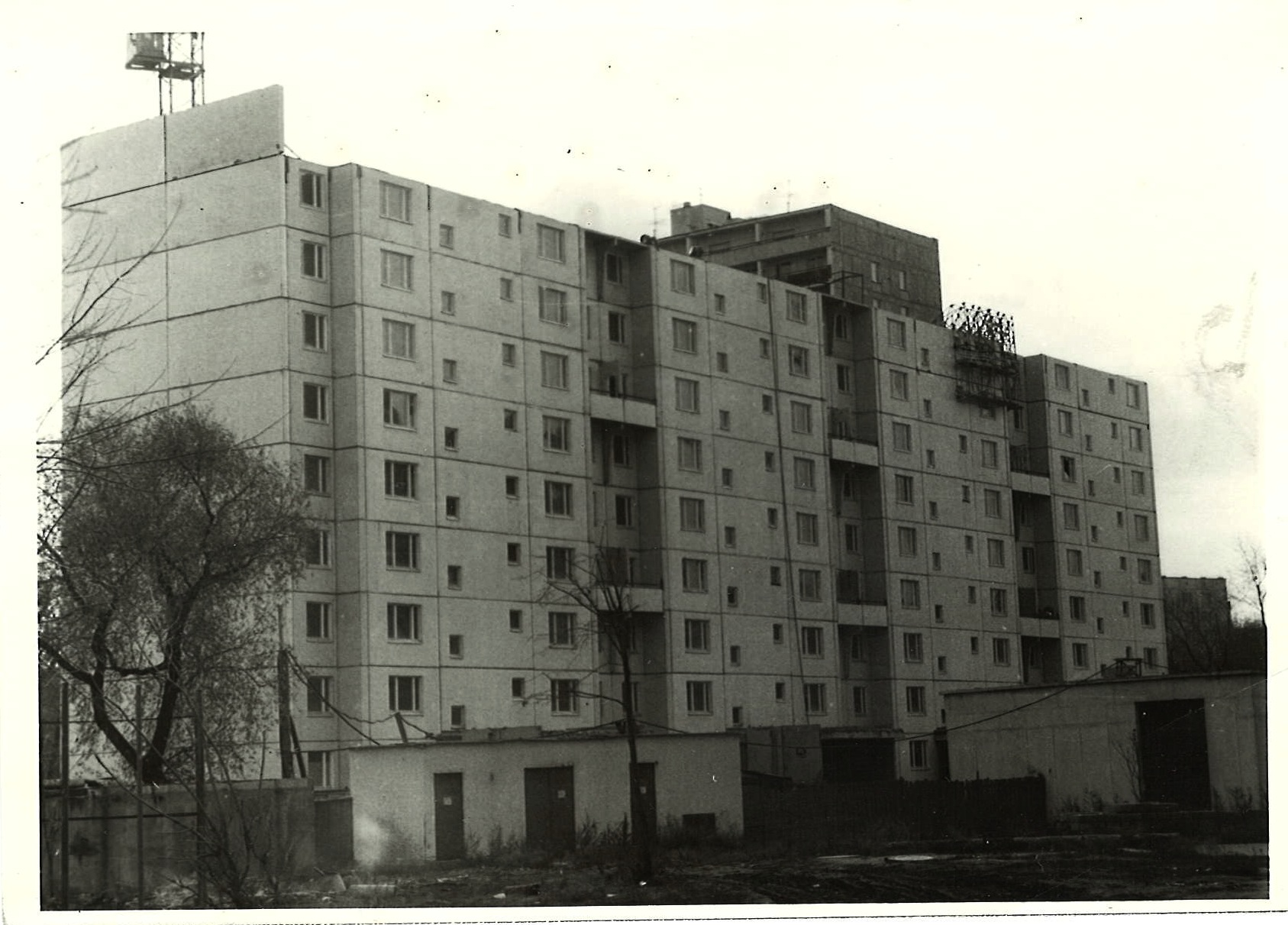
1977 г. Строительство дома 3 на улице Талалихина.

## Транспорт
- Автобусы: 74, 386.